# Baronnie de Gritséna
vers 1209 – fin du XIIIe siècle
La baronnie de Gritséna (en grec moderne : Βαρωνία της Γρίτσενας), ou baronnie de La Grite, est un fief médiéval franc de la principauté d'Achaïe, situé dans l'est de la Messénie, dans la péninsule du Péloponnèse en Grèce. Elle fait partie des douze baronnies de la principauté d'Achaïe.

## Histoire
La baronnie de Gritséna est créée vers 1209, après la conquête du Péloponnèse lors de la quatrième croisade. Elle est l'une des douze baronnies laïques au sein de la principauté d'Achaïe. Les différentes versions de la chronique de Morée mentionnent que la baronnie comprend quatre fiefs de chevaliers et qu'elle est située dans la région de Lákkoi (la partie supérieure de la plaine de Messénie, entre Kalamata et la Skorta, sous un certain « Luc », dont rien d'autre n'est connu,.
La baronnie de Gritséna est peu connue. Elle demeure un coin tranquille jusqu'à ce que les byzantins l'attaquent durant les années 1260. Il n'y a aucune preuve de l'existence d'un château ayant été construit à cet endroit : il est donc impossible d'établir son emplacement exact. Si l'hypothèse d'Antoine Bon identifiant La Grite et Gritséna est correcte, la baronnie réapparaît vers 1278, quand elle est contrôlée par Geoffroi de Durnay, qui l'avait peut-être reçue à titre de compensation pour la perte de sa baronnie familiale de Kalavryta au profit des Byzantins de Mistra. Elle disparaît à nouveau des sources, de même que la famille de Durnay, à la fin du XIIIe siècle

## Liste des barons de Gritséna
- Luc, mentionné uniquement dans la Chronique de Morée ;
- passe aux barons de Vostitza, puis à ceux de Kalávryta ;

- Geoffroi de Durnay, baron titulaire de Kalávryta ;
- Jean de Durnay (en), baron titulaire de Kalávryta, son fils ;

Jean de Durnay épouse une fille de Richard Orsini (dont le nom est inconnu), mais on ne sait pas s'ils ont eu une descendance, et la famille comme ses titres disparaissent des archives.

## Sources
- (en) Cet article est partiellement ou en totalité issu de l’article de Wikipédia en anglais intitulé « Barony of Gritzena » (voir la liste des auteurs).
- La Morée franque. Recherches historiques, topographiques et archéologiques sur la principauté d’Achaïe Bon Antoine - 1969 - Édition : De Boccard en ligne
- Chroniques greco-romanes : inédites ou peu connues avec notes et tables génealogiques / par Charles Hopf. -- Berlin : Weidmann, 1873.
- (en) Essays on the Latin Orient William Miller - Édition : Cambridge University Press - 1921 en ligne sur Google books